# 马文操神道碑
马文操神道碑，位于中国河北省邯郸市干校，为邯郸市大名县的一个省级文物保护单位，类型为石刻，公布时间为1982年7月23日。
马文操神道碑的历史年代为后晋。